# 施萊尼孔
施莱尼孔（德語：Schleinikon）是瑞士联邦苏黎世州迪尔斯多夫区的市镇。该市镇面积为5.65平方千米，海拔高度472米，2018年12月31日人口数为728。